# Вечерний экспресс «Сансет Лимитед»
«Вечерний экспресс „Сансет Лимитед“» (англ. The Sunset Limited) — телефильм Томми Ли Джонса, экранизация одноимённой пьесы американского писателя и драматурга Кормака Маккарти (2006). Премьера прошла 12 февраля 2011 года на телеканале HBO.

## Сюжет
Всё действие фильма проходит в бедно обставленной квартире Чёрного. Бывший заключённый Чёрный (Сэмюэл Л. Джексон) спасает отчаявшегося профессора Белого (Томми Ли Джонс) от попытки броситься под поезд. После этого у них завязывается долгая дискуссия на тему Бога и смысла жизни. Белый выступает с позиции атеиста, нигилиста, полностью утратившего веру в человечество. Чёрный отвечает тем, что голос Бога всегда можно услышать. Чёрный на протяжении всего сюжета пытается удержать Белого от того, чтобы он покинул квартиру раньше времени, пока он   не пришёл в себя после попытки суицида. Тем не менее профессор на рассвете покидает квартиру. Чёрный в слезах обращается к небесам о том, что не нашёл нужных слов, чтобы удержать своего собеседника.

## Восприятие
Фильм получил в целом положительные отклики, особенно игра актёров.

## В ролях
| Актёр             | Роль   |
| ----------------- | ------ |
| Томми Ли Джонс    | Белый  |
| Сэмюэл Л. Джексон | Чёрный |